# IC 5080
IC 5080 ist eine elliptische Galaxie vom Hubble-Typ E im Sternbild Delfin. Sie ist schätzungsweise 534 Millionen Lichtjahre von der Milchstraße entfernt.
Das Objekt wurde am 13. Oktober 1903 vom Astronomen Stéphane Javelle entdeckt.